# ǀ
Ne doit pas être confondu avec barre verticale.
Cette page contient des caractères spéciaux ou non latins. S’ils s’affichent mal (▯, ?, etc.), consultez la page d’aide Unicode.
Le ǀ, appelé clic dental, est une lettre additionnelle de l’alphabet latin utilisée en juǀʼhoan, nǀu et taa, des langues d'Afrique australe.
Elle est créée au XIXe siècle par le philologue allemand Karl Richard Lepsius comme barre verticale ‹ ǀ › et utilisée comme telle par Johann Georg Krönlein. Parfois inclinée, parfois verticale, elle est toujours verticale dans l’alphabet phonétique international.

## Utilisation
Dans l’alphabet phonétique international, la lettre clic dental ‹ ǀ › est utilisée pour représenter l’articulation antiéreure d’un clic dental, qui était antérieurement représentée par la lettre t culbuté /ʇ/.

## Représentation informatique
Le clic dental possède la représentation Unicode suivante (Latin étendu B) :
| formes     | représentations | chaînes de caractères | points de code | descriptions              |
| ---------- | --------------- | --------------------- | -------------- | ------------------------- |
| unicaméral | ǀ               | ǀ                     | U+01C0         | lettre latine clic dental |